# Grand Puba
Grand Puba (ur. 4 marca 1966 roku, New Rochelle, Nowy Jork jako Maxwell Dixon) – amerykański raper, członek hip-hopowej grupy Brand Nubian, przyjaciel zespołu Wu-Tang Clan. Od 16. roku życia jest członkiem The Nation of Gods and Earths.

## Dyskografia

### Albumy studyjne
- Reel to Reel (1992)
- 2000 (1995)
- Understand This (2001)
- Retroactive (2009)[2]